# Hicham Imane
Hicham Imane, né le 29 juillet 1975 à Couillet est un homme politique belge wallon, membre du Parti socialiste (Belgique).

## Biographie

### Enfance et formation
Il fait des études secondaires à l’athénée Royal Ernest Solvay de Charleroi; il suit une formation en assurances ; il commence sa carrière dans une banque privée à Luxembourg.

### Carrière politique
Lancé pour les élections communales de 2012, son site "Nepasvoterpourunarabe.be" a créé un petit "buzz" dans le monde politique belge. Jouant sur les clichés racistes subis par la communauté maghrébine belge pour mieux les démonter, le site était une façon originale de présenter sa candidature aux élections. L'idée en a été relayée par plusieurs médias,.
Entre 2014-2016, il est député wallon en tant que suppléant de Serdar Kilic.
En juin 2015, en tant que président de La Sambrienne, il suscite une polémique en faisant creuser une tranchée autour d'un terrain pour empêcher les Roms d'y installer des caravanes, il est ensuite forcé de faire marche arrière,.

### Autres activités
De juin 2013 à juin 2019, Hicham Imane est président de la société de logements publics du grand Charleroi, La Sambrienne, résultat de la fusion des 5 sociétés de logements carolorégiennes et plus grosse SLSP de Wallonie.
Après la fin de son mandat à La Sambrienne, il devient exploitant de café.